# سوزان بكنر
سوزان بكنر (بالإنجليزية: Susan Buckner)‏ هي متسابقة ملكة الجمال وممثلة أمريكية، ولدت في 28 يناير 1953 بسياتل في الولايات المتحدة.

## وصلات خارجية
- سوزان بكنر على موقع IMDb (الإنجليزية)
- سوزان بكنر على موقع ديسكوغز (الإنجليزية)
- سوزان بكنر على موقع قاعدة بيانات الفيلم (الإنجليزية)